# Wes Hoolahan
Wes Hoolahan, né le 20 mai 1982 à Dublin, est un footballeur international irlandais. Il joue au poste de milieu de terrain. Après avoir commencé sa carrière professionnelle au Shelbourne Football Club il part pour l'Angleterre où il évolue dans plusieurs clubs et notamment au Norwich City Football Club où il passe dix ans. Hoolahan accumule quarante-trois sélections en équipe nationale entre 2008 et 2017 et marque trois buts.

## Biographie

### Débuts
Wes Hoolahan nait à Dublin le 20 mai 1982. Il pratique le football et le futsal au Belvedere Football Club un des clubs formateurs les plus réputés du nord de Dublin. Il s'engage ensuite avec le Shelbourne Football Club. Il arrive au club au commencement d'une période de forte domination sur le football irlandais. Il y remporte trois titres de champion d'Irlande en 2001-2002, 2003 et 2004. Il est élu meilleur jeune du championnat pour la saison 2002-2003. Il quitte le club au terme de la saison 2005 avant que Shelbourne n'implose littéralement et ne soit relégué en deuxième division pour des raisons financières en 2006.
Hoolahan est recruté par les Écossais du Livingston Football Club qui évolue en première division. Il y passe seulement six mois car le 21 juillet 2006 Hoolahan est prêté avec un contrat d'une année au Blackpool Football Club. À la fin de la saison il a convaincu Blackpool de le recruter définitivement. Il signe un contrat de deux saisons en juin 2007. Mais Livingston refuse de signer l'accord, arguant du fait que Blackpool aurait violé plusieurs fois les termes du contrat de prêt. De son côté Blackpool réfute les accusations et s'en remet à l'arbitrage de la FA, la fédération anglaise. Livingston, avec le soutien de la fédération écossaise, porte l'affaire devant la FIFA pour qu'elle tranche le différend. Le 10 août 2007 la FIFA tranche en faveur de Blackpool, confirmant ainsi qu'Hoolahan est bien un joueur de ce club.

### Norwich
Le 26 juin 2008 au terme de sa deuxième saison à Blackpool, Wes Hoolohan est recruté par le Norwich City Football Club qui lui propose un contrat de trois saisons. Matt Gilks, le gardien de l'équipe réserve de Norwich fait le chemin inverse. Hoolahan se voit attribuer le numéro 14, numéro qu'il gardera pendant toute sa carrière à Norwich. Il est régulièrement titulaire de l'équipe qui dispute le Championship. Il marque son premier but avec le maillot jaune des "Canaris" le 17 janvier 2009 lors d'une victoire 4-0 sur Barnlsey à Carrow Road. Le 14 mars de la même année, Hoolahan se blesse lors d'une rencontre contre Plymouth Argyle ce qui l'écarte de l'équipe pour le reste de la saison. Norwich est relégué en troisième division.
Lors de la saison 2009-2010, sous les ordres d'un nouveau manager Paul Lambert, Wes Hoolahan est utilisé dans un rôle très offensif, placé juste derrière les deux attaquants plutôt que le poste de milieu excentré qu'il occupait jusque là. Ce dispositif tactique se révèle être une vraie réussite. Hoolahan marque treize buts toutes compétitions confondues avant le 1er janvier.
En janvier 2011 Hoolahan signe une prolongation de contrat qui l'engage à Norwich jusqu'en 2014. Cette prolongation est augmentée d'une année en décembre 2012 avec à la clé un salaire de 40 000 Livres par semaine. Cette marque de confiance du club envers son joueur n'empêche pas les autres équipes de Premier League de vouloir le recruter. Aston Villa propose en janvier 2014 plus d'un million de livres sterling pour racheter son contrat, l'offre est tout de suite refusée par Norwich City. Ironie du sort, les deux clubs se rencontrent en championnat en mars suivant, et c'est Hoolahan qui marque le but de la victoire pour les Canaris. À cette occasion il ne célèbre pas son but.
En août 2014, Hoolahan signe une troisième prolongation de contrat qui l'emmène jusqu'à la fin de la saison 2016-2017. Hoolahan fête son 300e match avec Norwich City le 5 novembre 2016. Il est élu joueur de l'année à la fin de la saison pour le club.
le 23 avril 2018, le club annonce que Wes Hoolahan quittera le club à la fin de la saison après 10 ans sous les couleurs jaunes et vertes. Cinq jours plus tard il joue son dernier match pour Norwich City contre Leeds United. Les deux équipes lui dressent une haie d'honneur au moment de pénétrer sur la pelouse. Norwich remporte le match 2-1 avec un but et une passe décisive d'Hoolahan.
Le 14 septembre 2018, libre depuis la fin de son contrat avec Norwich City, il s'engage pour six mois avec West Bromwich Albion, qui évolue alors en Championship.
Le 28 juillet 2020, il rejoint Cambridge United.

### Équipe nationale
Le premier contact entre Wes Hoolahan et l'équipe nationale se fait en novembre 2002, lorsque Don Givens le sélectionne avec les moins de 21 ans. Il n'est que remplaçant pour une rencontre contre la Grèce. Au total il comptera neuf sélections chez les jeunes irlandais.
Hoolahan est ensuite sélectionné avec l'équipe B le 8 novembre 2007 à l'occasion d'une rencontre amicale contre l'Écosse disputée à l'Excelsior Stadium à Airdrie.
En avril 2008, Giovanni Trapattoni inclus Hoolahan dans une liste préliminaire de quarante noms pour deux matchs amicaux contre la Serbie et la Colombie prévus les 24 et 25 mai. Le 13 mai 2008 il est intégré dans la liste définitive de 28 joueurs appelés au stage de préparation au Portugal. Il est remplaçant sans entrer sur le terrain pour le premier match contre la Serbie, mais entre sur le terrain en deuxième mi-temps pour participer à la victoire 1-0 sur la Colombie à Craven Cottage.
Il faut attendre ensuite quatre saisons pour que Wes Hoolahan soit de nouveau appelé en équipe nationale. Le 10 août 2012 il est appelé pour participer à un match amical à Belgrade contre la Serbie. Hoolahan doit refuser la sélection à cause d'une blessure au tendon d'Achille.
En octobre suivant, il est de nouveau appelé en équipe d'Irlande par Trapattoni. Cette fois-ci il peut honorer sa sélection et entre en jeu à la 46e minute en remplacement de Robbie Brady lors d'une rencontre à Dublin contre la Grèce. Le 6 février 2013 il marque son premier but international contre la Pologne.
Alors qu'il n'a que rarement été utilisé par Trapattoni, Hoolahan devient un des éléments de base de l'équipe construite par le sélectionneur suivant Martin O'Neill. Il est appelé dès le premier match de celui-ci contre la Lettonie. Le sélectionneur construit le milieu de terrain de ses équipes autour de lui pour les qualifications à l'Euro 2016. Il s'illustre durant la compétition en marquant un but face à la Suède lors du premier match de poules puis en délivrant une passe décisive à Robbie Brady face à l'Italie. 

## Palmarès

### En club
- Shelbourne FC
  - Champion d'Irlande en 2002, 2003 et 2004.
- Norwich City
  - Champion d'Angleterre de D3 en 2010
  - Vice-champion d'Angleterre de D2 en 2011.
- Cambridge United
  - Vice-champion d'Angleterre de D4 en 2021

### Distinctions personnelles
- Membre de l'équipe-type de D3 anglaise en 2007[19] et 2010[20].
- Membre de l'équipe-type de D2 anglaise en 2011[21].
- Membre de l'équipe-type de EFL League One en 2021.

## Éléments statistiques
Les données statistiques détaillées du passage de Wes Hoolahan au Shelbourne Football Club sont inconnues.

| Saison                | Club                  | Championnat           | Championnat | Championnat | Coupe(s) nationale(s) | Coupe(s) nationale(s) | Compétition(s) continentale(s) | Compétition(s) continentale(s) | Compétition(s) continentale(s) | République d'Irlande | République d'Irlande | Total | Total |
| Saison                | Club                  | Division              | M.          | B.          | M.                    | B.                    | Comp.                          | M.                             | B.                             | M.                   | B.                   | M.    | B.    |
| 2005-2006             | Livingston FC         | Premier league        | 16          | 0           | 3                     | 0                     | -                              | -                              | -                              | -                    | -                    | 19    | 0     |
| 2006-2007             | Blackpool FC (prêt)   | League One            | 45          | 9           | 4                     | 1                     | -                              | -                              | -                              | -                    | -                    | 49    | 10    |
| 2007-2008             | Blackpool FC          | Championship          | 45          | 5           | 5                     | 1                     | -                              | -                              | -                              | 1                    | 0                    | 51    | 6     |
| 2008-2009             | Norwich City          | Championship          | 32          | 2           | 3                     | 0                     | -                              | -                              | -                              | -                    | -                    | 35    | 2     |
| 2009-2010             | Norwich City          | League One            | 37          | 11          | 5                     | 3                     | -                              | -                              | -                              | -                    | -                    | 42    | 14    |
| 2010-2011             | Norwich City          | Championship          | 41          | 10          | 3                     | 0                     | -                              | -                              | -                              | -                    | -                    | 44    | 10    |
| 2011-2012             | Norwich City          | Premier League        | 33          | 4           | 4                     | 1                     | -                              | -                              | -                              | -                    | -                    | 37    | 5     |
| 2012-2013             | Norwich City          | Premier League        | 33          | 3           | 3                     | 1                     | -                              | -                              | -                              | 5                    | 1                    | 41    | 5     |
| 2013-2014             | Norwich City          | Premier League        | 16          | 1           | 3                     | 0                     | -                              | -                              | -                              | 9                    | 0                    | 28    | 1     |
| 2014-2015             | Norwich City          | Championship          | 39          | 5           | 1                     | 0                     | -                              | -                              | -                              | 5                    | 1                    | 45    | 6     |
| 2015-2016             | Norwich City          | Premier League        | 30          | 4           | 2                     | 0                     | -                              | -                              | -                              | 14                   | 1                    | 46    | 5     |
| 2016-2017             | Norwich City          | Championship          | 33          | 7           | 0                     | 0                     | -                              | -                              | -                              | 6                    | 0                    | 39    | 7     |
| 2017-2018             | Norwich City          | Championship          | 29          | 1           | 5                     | 1                     | -                              | -                              | -                              | 3                    | 0                    | 37    | 2     |
| 2018-2019             | West Bromwich Albion  | Championship          | 6           | 0           | 4                     | 0                     | -                              | -                              | -                              | -                    | -                    | 10    | 0     |
| 2019-2020             | Newcastle Jets        | A-League              | 5           | 0           | 0                     | 0                     | -                              | -                              | -                              | -                    | -                    | 5     | 0     |
| 2020-2021             | Cambridge United      | League Two            | 32          | 7           | 2                     | 0                     | -                              | -                              | -                              | -                    | -                    | 34    | 7     |
| 2021-2022             | Cambridge United      | League One            | 26          | 1           | 4                     | 0                     | -                              | -                              | -                              | -                    | -                    | 30    | 1     |
| Total sur la carrière | Total sur la carrière | Total sur la carrière | 491         | 67          | 57                    | 10                    | -                              | 0                              | 0                              | 43                   | 1                    | 591   | 78    |